# Alfred Frölicher
Alfred  Frölicher (8 de outubro de 1927 – 1 de julho de 2010) foi um matemático suíço.
Obteve um doutorado em 1954 no Instituto Federal de Tecnologia de Zurique, orientado por Beno Eckmann e Heinz Hopf, com a tese Zur Differentialgeometrie der komplexe Strukturen.
Foi professor da Universidade de Friburgo (1962-1965) e da Universidade de Genebra (1966-1993).

## Publicações
- Bucher, W.; Frölicher, Alfred (1966), Calculus in vector spaces without norm, ISBN 978-1-399-86684-2, Lecture Notes in Mathematics, 30, Berlin, New York: Springer-Verlag, MR 0213869
- Faure, Claude-Alain; Frölicher, Alfred (2000), Modern projective geometry, ISBN 978-0-7923-6525-9, Mathematics and its Applications, 521, Boston: Kluwer Academic Publishers, MR 1783451
- Frölicher, Alfred; Kriegl, Andreas (1988), Linear spaces and differentiation theory, ISBN 978-0-471-91786-1, Pure and Applied Mathematics (New York), John Wiley & Sons Ltd., MR 961256